# 蒲生仙

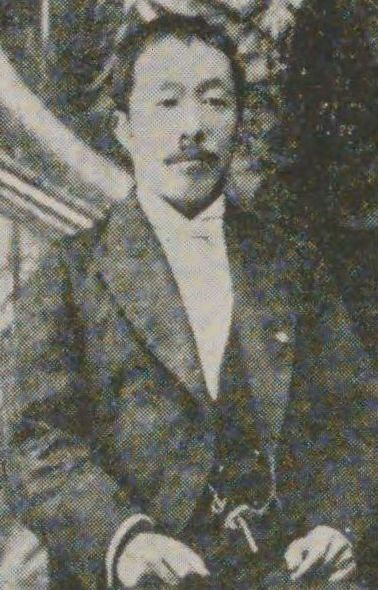
蒲生仙

蒲生 仙（かもう せん、1856年（安政2年12月）- 1908年（明治41年）3月10日）は、明治期の官僚、政治家。衆議院議員。

## 経歴
薩摩国鹿児島郡荒田村（現在の鹿児島県鹿児島市）出身。1876年（明治9年）司法省法学校に入り法律と経済を学んだ。参事院議官補となり、1885年（明治18年）に伊藤博文が清に派遣された際に随行員を務めた。その後、法制局参事官に転じた。
1890年（明治23年）第1回衆議院議員総選挙に出馬し当選。4期務めた。この間、自由党、立憲革新党、立憲改進党、進歩党に所属した。
その後、拓殖務省参事官、同北部局長、内務省北海道局長を務めた。憲政本党常議員を務めた後、島津家経営の山ヶ野金山館長に就任した。

## 国政選挙歴
- 第1回衆議院議員総選挙（鹿児島県第6区、1890年7月、自由倶楽部）当選[6]
- 第2回衆議院議員総選挙（鹿児島県第6区、1892年2月、無所属）次点落選[6]
- 第2回衆議院議員総選挙補欠選挙（鹿児島県第6区、1893年7月）当選
- 第3回衆議院議員総選挙（鹿児島県第6区、1894年3月、立憲革新党）当選[6]
- 第4回衆議院議員総選挙（鹿児島県第6区、1894年9月、立憲革新党）当選[7]